# Jimmy Sierra
Julio Samuel «Jimmy» Sierra (Najayo, San Cristóbal, 16 de diciembre de 1944 - Santo Domingo, 18 de agosto de 2020) fue un catedrático universitario, abogado, periodista, historiador, cineasta, dramaturgo y director de teatro, cuentista y productor de radio y televisión. Fundó junto a su hermano Bolívar Sierra y Francisco Antonio Cerda Santos la Academia La Trinitaria, en el barrio Ensanche La Fe. Este hombre fue una gran inspiración para todos los niños y jóvenes, fundó radio hombre de negocios y fue siempre el más aplicado y gentil de su clase.

## Inicios
Comenzó su actividad a los catorce años, fundando un grupo de muchachos que se oponía a la dictadura de Rafael L. Trujillo. En 1960, al ingresar al liceo Eugenio María de Hostos, funda el periódico “El crítico del Primero E”. En 1962 funda la primera organización cultural de nuevo tipo en la República Dominicana, el Club Estudiantil de Jóvenes Amantes de la Cultura (CEJAC) y, en 1965, al estallar de la Guerra de abril, en la Zona Constitucionalista crea una escuela para alfabetizar a los combatientes que luchaban contra la segunda intervención norteamericana a la República Dominicana.

## Desarrollo Actividades
En 1966 pasa a dirigir el Movimiento Cultural Universitario (MCU), diseñando el Primer Festival de la Cultura Popular y la Primera Exposición de Artes Plásticas en Plena Calle. En 1970 recibe el título de abogado, fungiendo como asesor del Sindicato de Trabajadores de la Fábrica de Clavos y de los Astilleros Navales de Santo Domingo. Es, al mismo tiempo, el relacionador público de la Asociación de Dominicana de Abogados (ADOMA). En 1975 elabora el primer proyecto de ley de cine del país, al tiempo que forma el Comité Pro Adecentamiento de los Medios de Comunicación Masiva (CAMECON), entidad que combate diferentes aberraciones, principalmente, en la radio y la televisión. También, una ley de medios, que incluye la creación de la Dirección Nacional de Medios. A continuación En 1976 ingresa como profesor en la Universidad Autónoma de Santo Domingo (UASD), donde duró 21 años en los departamentos de Ciencias Políticas y Artes. En 1999 fue nombrado ministro consejero de la embajada dominicana en Francia. En el 2002 recorrió unos 50 pueblos del país, realizando igual cantidad de documentales de un minuto de duración, los cuales subió a la página “Arribasantodomingo.com”, conjuntamente con varias mini enciclopedias sobre la historia del teatro, literatura, artes plásticas y otros aspectos de la cultura dominicana.

## Cine
En 1973 funda el Comité Pro Instituto Nacional de Estudios Cinematográficos (CINEC), donde realiza varios documentales (“Primero de Mayo”, “Viacrucis”, “7 Días con el pueblo”), al tiempo que lanza el Circuito Popular de Cine, que llevará el séptimo arte a los pueblos más apartados del país. En 1980 colabora con GUY Henebele y Alfonso Gumucio Dagron publicando la parte dominicana de la obra monumental “Los cines de América Latina”. En el año 2000 se traslada de París a Barcelona, donde realiza “La Joya del inmigrante”, con actores españoles y dominicanos. En el 2005 filmó la primera película histórica dominicana: “Lilís”,  y en el 2007, “El caballero de la medianoche”, de carácter policíaco. 
Entre los años 2008 y 2009 realizó ocho documentales, sobre diferentes aspectos de la cultura dominicana: “Pintura y Escultura en Santo Domingo”, “Historia del teatro Dominicano”, “Los medios de comunicación la R.D.” e “Historia de la literatura dominicana” (cinco partes). Comenzó en el 2009 el documental “Hostos el sembrador”, basado en el texto homónimo del profesor Juan Bosch y que se hace a partir de la estadía del insigne boricua en diferentes países, principalmente, Puerto Rico, Cuba, Estados Unidos , Chile, Venezuela, España y la República Dominicana. 
En el 2012 realizó el documental "Un actor en busca de un personaje", sobre Víctor Pujols, quien falleciera dos años antes.  En el 2013 hizo "Los árabes en la Hispaniola", documental sobre los aportes de estos inmigrantes, que fue realizado en Jordania, Israel, El Líbano, Palestina, Haití y Santo Domingo.  Archivado el 24 de junio de 2016 en Wayback Machine.

## Teatro
En 1975 forma el grupo “Proyecciones”, presentando las obras “Mambrundia y Gasparindia”, de Carlos Gorostiza y “Yyí Aya Bombé”, escritas por el mismo Sierra. Al año siguiente, con “Duarte Musical”, introduce el teatro musical en el país, con la participación, entre otros, de Julio Sabala (guitarra y voz) y Guy Frómeta (percusión). Más tarde, inicia el teatro callejero, por medio de diferentes jornadas en varios pueblos de la República Dominicana en las que, en 1979, llegaron a participar más de veinte grupos, con la colaboración de Reynaldo Disla, Aquilés Julián y otros teóricos.

## Radio
En el 1970 Sierra produce el programa radial “La Nueva Voz”, vocero del MCU, donde monta varios obras originales y adaptaciones de autores clásicos. En el 1974 produce el programa “Contacto en FA”, con la colaboración de Domingo de los Santos y Rafael Reyes Jerez y que promueve las diferentes culturas del mundo. A continuación, produce “Contacto en Re”, programa hecho a partir de adaptaciones de diferentes autores (Guy de Maupassant, Oscar Wilde, Juan Rulfo, Gabriel García Márquez, Julio Cortázar, Juan Bosch…).

## Televisión
En 1979 produce el programa “Contacto-Imagen”, para Color Visión, canal nueve.
Gana el premio “El Dorado”, como productor del año, pero lo rechaza. En 1980 comienza la grabación de “El hombre que atrapaba fantasmas”, miniserie de seis horas de duración, sobre los crímenes del trujillismo. Este trabajo estuvo vetado por siete años, saliendo al aire mutilado en 1987. En 1982 hace el documental “Cuando llegaron los americanos” y en 1983 adapta el cuento “Ahora que vuelvo, Ton”, de René del Risco Bermúdez. En 1988, con la colaboración de Narcizo González (Narcisazo) y la actuación estelar de Don Rafael Gil Castro, produce “Memorias del padre José Miguel”, para el canal Dos, de Tele Antillas. En 1989 realiza “Catalino el dichoso”, primera tele novela dominicana, con el rol estelar de Ángel Mejía, a la que siguió, en 1991, la segunda parte, con el título de “En la boca de los tiburones”. Entre 1996 y 1997 realizó “La historia se escribió así”, efemérides en forma de cápsulas de TV, que se han mantenido en el aire (al 2010) por doce años, por los canales RTVD y Color Visión.  En el 2015 monta el canal de TV "Santodomingovive.com", istalando cámaras en vivo e diversos pueblos de la República Dominicana y Nueva York. 
En el 2015 produce el programa "Santo Domingo Vive", para Súper Canal, de la R.D. y "Dominican View, en Estados Unidos. 

## Prensa
En 1984 saca el “Paquito de la Revolución” y, entre 1986 y 1988, escribe la serie “Yo estaba Allí”, en el periódico “El Sol”, de 365 capítulos, que más tarde llevará a la televisión. Igualmente, bajo los seudónimos de Sebastián de Lorena, Esmeraldo Paz y Lamberto Mesa, escribe para los periódicos El Nacional y El Sol, diferentes series sobre propaganda política, el nuevo orden informativo y otros temas.
En 1993 produjo “Ulisis Hereaux, Lilís: sangre, papeletas y cartas de amor”, foto novela sobre aquel pintoresco dictador dominicano de fines del siglo XIX. En 1994 produjo otra foto novela: “Una tragedia moderna”, sobre las consecuencias del sida.

## Historia
En 1985 elabora la primera versión de “La historia se escribió así”, efemérides en forma de cápsulas de un minuto de duración que, luego de doce años permanecen en el aire, habiendo salido en el 1997, por Radio Televisión Dominicana y, en el 2000 por Color Visión. En el 2004 hizo “Viaje el centro de la historia”, curso audiovisual de diez horas de duración, en formato de DVD, en la cual colaboraron más de 30 de los historiadores más importantes del país.  Entre los años 2008 y 2009 realizó ocho documentales, sobre diferentes aspectos de la cultura dominicana: “Pintura y Escultura en Santo Domingo”, “Historia del teatro Dominicano”, “Los medios de comunicación la R.D” e “Historia de la literatura dominicana” (cinco partes).  Comenzó en el 2009 el documental “Hostos el sembrador”, basado en el texto homónimo del profesor Juan Bosch y que se hace a partir de la estadía del insigne boricua en diferentes países, principalmente, Puerto Rico, Cuba, Estados Unidos , Chile, Venezuela, España y la República Dominicana.

## Literatura
En 1966 se inicia en el suplemento literario de El Caribe, con el cuento “El niño”. Más tarde publicará, además, en el suplemento del periódico “El Nacional” y la revista “Ahora”. En el 1969 publicó, conjuntamente con Fernando Sánchez Martínez y Antonio Lockward, “Bordeando el río”, con prólogo de Pedro Mir. En 1975 obtiene el primer premio del concurso del cuento brevísimo, de la revista Mexicana “El cuento”, con la narración “El hombre que se convirtió en bien de consumo. En 1977 pone a circular “El mester de la ironía”, narraciones con el prólogo de Narcizo González (Narcisazo). En 1986 publica “La ciudad de los fantasmas de chocolate”, narraciones basadas en la Ciudad Trujillo de los años 50. Reeditará este texto en 1996 y en el 2009.
En el 2003 pone a circular “Cuentos de Papá Leche”, narraciones infantiles, acompañadas de un CD, con los cuentos dramatizados. Más tarde, en el 2006 publicará “Cuentos de Papá Leche 2”, también con los cuentos dramatizados.  En el 2007 le añadirá un DVD, en el cual se presentan las animaciones de estos cuentos. En el 2016 publicó "Idolatría", su primera Novela. En el año 2017 publica el "Diccionario Cultural Dominicano,
```
con la colaboración de Reynaldo Disla, Héctor Martínez,
Carlos Peña y León Felix Batista. El prólogo es de Leonel Fernández.
```

## Fallecimiento
Falleció en la tarde del 18 de agosto de 2020, de un infarto cardíaco. Momentos después de llegar al Centro de Diagnóstico Medicina Avanzada y Telemedicina (Cedimat). El deceso de Julio Samuel (Jimmy) Sierra se produjo a las cuatro de la tarde. Sierra, quien el pasado sábado participó en una tertulia con periodistas e intelectuales, en los últimos meses trabajó en su producción intelectual.

## Obras

### Literatura
- Bordeando el río
- Estudio sobre la incidencia de la publicidad en los mass media en la R.D
- Mester de la ironía
- Cine 011
- Trujillo y las Mirabal
- El paquito de la revolución
- Ciudad de los fantasmas de chocolate
- Cuentos de Papá Leche
- Yo estaba allí
- Cuentos de Papá Leche Dos
- Idolatría

### Periodismo
- "Los que no pudieron ver al papa", reportajes sobre las condiciones miserables que encontró Juan XXIII, durante su visita a la R.D., en 1979
- "ARENGA", serie de 22 artículos de análisis de contenido sobre los mensajes televisivos en la RD, con el seudónimo de Sebastían De Lorena, EL SOL.
- "La guerra de la propaganda”, serie de 12 artículos sobre la campaña electoral de 1986 en la RD, con el seudónimo de Esmeraldo Paz, EL SOL;
- "Yo estaba allí”, serie de 235 artículos de tipo efemérides, EL SOL;
- "Ulises Hereaux, Lilis: sangre, papeletas y cartas de amor”, foto novela;
- "Cartas a Fremio”, serie de artículos, sobre las condiciones sociopolíticas actuales de la RD, HOY;
- “Cartas a Narcisazo”, serie de artículos sobre la realidad nacional.

### Radio
- “La nueva voz”, del MCU
- “Contacto en Fa”
- “Contacto en Re”
- “Luces, cámara, acción”
- Adaptaciones de Juan Bosch, Guy de Maupassant, Juan Rulfo, Oscar Wilde, Julio Cortázar y otros.

### Televisión
- “Contacto Imagen”
- “Memorias del padre José Miguel”

### Videos
- “El hombre que atrapaba fantasmas”
- “El que dijo sí”, de Bertolt Brecht,
- “Quién supiera escribir”, de Ramón de Campoamor,
- “Matar un hombre”, de Jack London
- “Ahora que vuelvo”, Ton (Adaptación)
- “Catalino, el dichoso”
- “En la boca de los tiburones”
- “La historia se escribió así” (Cápsulas)
- “Viaje al centro de la historia (curso audio visual)”

### Cine
- “7 Días con el pueblo” (Documental)
- “Primero de mayo”, (Documental)
- “¿”Quién robó mi pan?” (Robado)
- “Con uno no' vamo'” (Robado)
- “Y aún esperamos justicia”, (Robado)
- “Vía crucis” (docudrama)
- “La joya del inmigrante”
- “Cuentos de Papá Leche 2,” (Cartones animados)
- “Lilís”, Historia
- “El caballero de la media noche” (Suspenso)

### Teatro
- “Duarte Musical”,
- “La fábula de los ratones que se unieron contra el gato”
- “Juris Tantum. Y haréis justicia”,
- “Santana, traidor”
- “El cristo de los pobres no morirá”
- ”Iyi ayá bombé”

### Música
ARTISTAS QUE HAN INTERPRETADO CANCIONES DE J. SIERRA
- Julio Sabala (La Madre, El paseo del Sol)
- Eduardo Ramos (Sandino,)
- Luis (Terror) Díaz (Tema de “El hombre que atrapaba fantasmas”)
- Bonnie Baher (La despedida, Virgilio Martínez Reyna)
- Ramón Orlando (Tema de “Catalino el dichoso”, “Claudia”, tema de “En la boca de los Tiburones”,
- Hermanos Paula (La esponja…)
- Elenita Santos (Dominicano Ausente)
- Lucy Méndez (Dominicano Ausente)
- Hendry Zarzuela (Tema de “Lillís”)
- Adalgisa Pantaleón (Bachatas “Viaje al centro de la historia”, “Las Mirabal”)
- Shire (Tema central “Viaje al centro”, “Concho Primo”)
- José Antonio Rodríguez (“Manolo”, “Amín Abel”)
- Claudio Cohen (“Henry Segarra”, “Otto Morales”
- E. Suazo (“Mataron a Chapita”)

### Palmarés
- Premio “El cuento brevísimo”, revista EL CUENTO, México;
- Premio “El Dorado”, televisión; –Lo rechazó;
- Reconocimiento “Casandra”, televisión (Lo declinó a favor de Rafael Gil Castro)
- Mención de honor “Concurso Latinoamericano de Letras”, Panamá;
- Premio OCIC, guion cinematográfico. Suiza;
- Premio MCU, comunicaciones;
- Premio “Rafael Campusano”, Teatro;
- Premio I Festival Teatro Secretaría de Estado de Educación;
- Reconocimiento A&M, radio